# Timo Reus
Timo Reus (* 2. Mai 1974 in Lahr/Schwarzwald) ist ein ehemaliger deutscher Fußballspieler und derzeitiger -trainer. Als Torhüter des SC Freiburg absolvierte er insgesamt 14 Partien in der 1. Bundesliga. Zuletzt war er beim VfR Aalen aktiv, wo er 2009 nach dem Ende seiner Spielerkarriere als Torwarttrainer in den Trainerstab aufrückte.

## Karriere
Reus spielte in der Jugend beim FV Kuhbach und dem Offenburger FV. Von dort wechselte er im Januar 1997 zum Oberligisten SV Linx, blieb jedoch nur noch ein halbes Jahr lang in der Ortenau; nach dem Abstieg der Linxer wechselte er zum SC Freiburg. Ursprünglich als Amateurtorwart eingeplant, wurde er bei den Freiburgern überraschend Stammtorwart in der 2. Bundesliga und bestritt dort 23 Spiele. Der SCF stieg in die Bundesliga auf und verpflichtete Richard Golz, sodass Reus auf der Ersatzbank Platz nehmen musste.
Bis 2005 blieb er zweiter Torwart und kam in dieser Zeit noch in 14 Bundesligaspielen zum Einsatz, ehe er zur Saison 2005/06 zum Zweitligisten LR Ahlen wechselte. Dort absolvierte er 21 Partien, jedoch stieg der Verein am Saisonende ab. Nach dem Abstieg verließ er die Westfalen und war daraufhin für kurze Zeit vereinslos, ehe ihn im September 2006 der Regionalligist FC St. Pauli verpflichtete. Zum Stammtorhüter brachte Reus es dort jedoch nicht. 2007 stieg er mit dem Verein in die 2. Bundesliga auf, ohne jedoch zum Einsatz gekommen zu sein.
Zur Saison 2008/09 wechselte Reus zum VfR Aalen in der neu gegründeten 3. Liga, wo er ebenfalls lediglich als Ersatztorhüter fungierte. Reus kam in der Saison nicht zum Einsatz, die Mannschaft stieg jedoch in die Regionalliga ab. Weil sein Spielervertrag durch den Abstieg ungültig wurde, beendete Reus daraufhin seine Karriere als aktiver Spieler. Stattdessen wurde er beim VfR als Torwarttrainer Mitglied des Trainerteams unter Cheftrainer Rainer Scharinger. Mit dem neuen Stammtorhüter Daniel Bernhardt erreichte die Mannschaft in der neuen Saison mit nur 19 Gegentoren den direkten Wiederaufstieg zurück in die Dritte Liga. Durch die Verkleinerung des Kaders unter dem neuen Trainer Ralph Hasenhüttl rückte Timo Reus zur Saison 2011/12 zusätzlich zu seiner Funktion als Torwarttrainer als dritter Torhüter wieder in den Spielerkader. Ohne dass er als solcher zum Einsatz kam, erreichte das Team am Ende der Spielzeit den zweiten Tabellenplatz und damit den Aufstieg in die 2. Bundesliga.